# مونته‌ماجیوره ال متائورو
مونته‌ماجیوره ال متائورو (به ایتالیایی: Montemaggiore al Metauro) یک منطقهٔ مسکونی در ایتالیا است که در استان پزارو و اوربینو واقع شده‌است. مونته‌ماجیوره ال متائورو ۱۳٫۰ کیلومترمربع مساحت و ۲٬۶۳۹ نفر جمعیت دارد.

## خواهرخوانده
شهر Forbach خواهرخواندهٔ مونته‌ماجیوره ال متائورو هست.